# دوري شباب أوروبا 2013–14
دوري شباب أوروبا 2013–14 هي النسخة الأولى من بطولة دوري شباب أوروبا والتي يشرف عليها الاتحاد الأوروبي لكرة القدم. ستكون البطولة متاحة للاعبين الذين تتراوح أعمارهم 19 أو أقل.
تم لعب المباراة النهائية في 14 أبريل 2014 بمركز كولوفاري الرياضي بمدينة نيون السويسرية، بين برشلونة الإسباني وبنفيكا البرتغالي. واستطاع برشلونة الفوز باللقب الأول للمسابقة بعدما فاز بنتيحة 3-0.

## دور المجموعات
قسمت الفرق الـ 32 إلى ثماني مجموعات من أربعة فرق، مع تحديد تكوين المجموعة من خلال قرعة دور مرحلة المجموعات في دوري أبطال أوروبا 2013–14، والتي أقيمت في موناكو في 29 أغسطس 2013. في كل مجموعة، لعبت الفرق ضدها. بعضهم البعض ذهابًا وإيابًا بتنسيق جولة روبن . كانت أيام المباريات في الفترة من 17 إلى 18 سبتمبر، ومن 1 إلى 2 أكتوبر، ومن 22 إلى 23 أكتوبر، ومن 5 إلى 6 نوفمبر، ومن 26 إلى 27 نوفمبر، ومن 10 إلى 11 ديسمبر 2013، حيث لعبت المباريات في نفس يوم مباريات مباريات دوري أبطال أوروبا المقابلة. ولكن ليس بالضرورة في نفس اليوم، وقد أقيمت بعض المباريات يومي الاثنين والخميس). ويتأهل متصدرو المجموعة ووصيفوها إلى دور الـ16.
| - برشلونة - ريال مدريد - أتليتيكو مدريد - مانشستر يونايتد - مانشستر سيتي - تشيلسي - بايرن ميونخ - بوروسيا دورتموند - بايرن ليفركوزن - يوفنتوس - نابولي | - بورتو - بنفيكا - باريس سان جيرمان - مرسيليا - سيسكا موسكو - أياكس أمستردام - شاختار دونيتسك - أوليمبياكوس - غلطة سراي - أندرلخت - كوبنهاغن |

### المجوعة أ
| م | الفريق                   | لعب | ف | ت | خ | أ.له | أ.ع | أ.ف | نقاط | التأهل                        |
| - | ------------------------ | --- | - | - | - | ---- | --- | --- | ---- | ----------------------------- |
| 1 | Real Sociedad            | 6   | 3 | 1 | 2 | 9    | 6   | +3  | 10   | Advance to مرحلة خروج المغلوب |
| 2 | Shakhtar Donetsk ‏        | 6   | 2 | 3 | 1 | 9    | 8   | +1  | 9    | Advance to مرحلة خروج المغلوب |
| 3 | باير 04 ليفركوزن         | 6   | 2 | 1 | 3 | 11   | 14  | −3  | 7    |                               |
| 4 | أكاديمية مانشستر يونايتد | 6   | 2 | 1 | 3 | 9    | 10  | −1  | 7    |                               |

| Real Sociedad                                                   | 3–2    | Shakhtar Donetsk ‏                  |
| --------------------------------------------------------------- | ------ | ---------------------------------- |
| ميكولا ماتفيينكو 15' (ه.ذ.) · جون غوريدي 32' · جون باوتيستا 38' | Report | Miranyan 8' · فيكتور كوفالينكو 87' |

| أكاديمية مانشستر يونايتد                                                                     | 4–3    | باير 04 ليفركوزن                         |
| -------------------------------------------------------------------------------------------- | ------ | ---------------------------------------- |
| جيمس ويلسون (لاعب كرة قدم مواليد 1995) 4'، 89' (ركلة.) · بين بيرسون 10' · أندرياس بيريرا 71' | Report | Brašnić 27'، 29' · ماكسيميليان فاغنر 61' |

| باير 04 ليفركوزن | 1–5    | Real Sociedad                                                                            |
| ---------------- | ------ | ---------------------------------------------------------------------------------------- |
| Lapeña 6' (ه.ذ.) | Report | جون باوتيستا 15'، 21' · أندوني غوروسابيل 61' · إنيكو كابيلا 76' (ركلة.) · Merquelanz 83' |

| Shakhtar Donetsk ‏                            | 2–1    | أكاديمية مانشستر يونايتد                   |
| -------------------------------------------- | ------ | ------------------------------------------ |
| ليام غريمشاو 3' (ه.ذ.) · أولكسندر زوبكوف 87' | Report | جيمس ويلسون (لاعب كرة قدم مواليد 1995) 76' |

| باير 04 ليفركوزن | 1–2    | Shakhtar Donetsk ‏                 |
| ---------------- | ------ | --------------------------------- |
| Gibaldi 59'      | Report | Adamenko 48' · أندري بورياشوك 51' |

| أكاديمية مانشستر يونايتد | 0–1    | Real Sociedad        |
| ------------------------ | ------ | -------------------- |
|                          | Report | ألفارو أودريوزولا 4' |

| Shakhtar Donetsk ‏                       | 2–2    | باير 04 ليفركوزن                           |
| --------------------------------------- | ------ | ------------------------------------------ |
| Heine 19' (ه.ذ.) · فيكتور كوفالينكو 59' | Report | ماكسيميليان فاغنر 90+1' · بيورن روذر 90+4' |

| Real Sociedad | 0–2    | أكاديمية مانشستر يونايتد                                   |
| ------------- | ------ | ---------------------------------------------------------- |
|               | Report | جيمس ويلسون (لاعب كرة قدم مواليد 1995) 11' · جو روثويل 56' |

| باير 04 ليفركوزن                           | 3–1    | أكاديمية مانشستر يونايتد                           |
| ------------------------------------------ | ------ | -------------------------------------------------- |
| Brašnić 18' · Barendt 29' · Cigaņiks 90+3' | Report | جيمس ويلسون (لاعب كرة قدم مواليد 1995) 49' (ركلة.) |

| Shakhtar Donetsk ‏ | 0–0    | Real Sociedad |
| ----------------- | ------ | ------------- |
|                   | Report |               |

| أكاديمية مانشستر يونايتد | 1–1    | Shakhtar Donetsk ‏     |
| ------------------------ | ------ | --------------------- |
| آشلي فليتشر 86'          | Report | أولكسندر زينتشنكو 77' |

| Real Sociedad | 0–1    | باير 04 ليفركوزن     |
| ------------- | ------ | -------------------- |
|               | Report | Tarantino 51' (ه.ذ.) |

### المجموعة ب
| م | الفريق     | لعب | ف | ت | خ | أ.له | أ.ع | أ.ف | نقاط | التأهل                        |
| - | ---------- | --- | - | - | - | ---- | --- | --- | ---- | ----------------------------- |
| 1 | ريال مدريد | 6   | 3 | 2 | 1 | 16   | 8   | +8  | 11   | Advance to مرحلة خروج المغلوب |
| 2 | Copenhagen | 6   | 2 | 4 | 0 | 11   | 9   | +2  | 10   | Advance to مرحلة خروج المغلوب |
| 3 | Juventus   | 6   | 2 | 2 | 2 | 14   | 13  | +1  | 8    |                               |
| 4 | غلطة سراي  | 6   | 0 | 2 | 4 | 5    | 16  | −11 | 2    |                               |

| غلطة سراي | 1–1    | ريال مدريد      |
| --------- | ------ | --------------- |
| Taș 15'   | Report | خوان نارفيز 16' |

| Copenhagen                                       | 2–2    | Juventus                   |
| ------------------------------------------------ | ------ | -------------------------- |
| فلاد مارين 12' (ه.ذ.) · Wohlgemuth 90+4' (ركلة.) | Report | بول غارسيا 26' · Sakor 62' |

| Juventus                                           | 3–1    | غلطة سراي |
| -------------------------------------------------- | ------ | --------- |
| يونس بن مرزوق 48' · Gerbaudo 65' · الحسن سوماه 79' | Report | Orhan 74' |

| ريال مدريد                           | 1–1    | Copenhagen  |
| ------------------------------------ | ------ | ----------- |
| فرنسيسكو رودريغيز (لاعب كرة قدم) 45' | Report | Nielsen 63' |

| غلطة سراي | 0–1    | Copenhagen        |
| --------- | ------ | ----------------- |
|           | Report | Kartal 58' (ه.ذ.) |

| ريال مدريد                                                                                        | 6–2    | Juventus                               |
| ------------------------------------------------------------------------------------------------- | ------ | -------------------------------------- |
| خوان نارفيز 15'، 34'، 52'، 85' (ركلة.) · فرنسيسكو رودريغيز (لاعب كرة قدم) 38' · خافيير مونيوز 80' | Report | سيرجيو بويناكاسا 75' · الحسن سوماه 78' |

| Juventus | 0–2    | ريال مدريد                            |
| -------- | ------ | ------------------------------------- |
|          | Report | خافيير مونيوز 36' · Felipe Sáez 90+2' |

| Copenhagen                   | 2–2    | غلطة سراي            |
| ---------------------------- | ------ | -------------------- |
| Finnbogason 29' · Nordam 61' | Report | Taş 18' · Coşkun 76' |

| Juventus                       | 2–2    | Copenhagen              |
| ------------------------------ | ------ | ----------------------- |
| الحسن سوماه 38' · Gerbaudo 80' | Report | Nordam 34' · Felfel 51' |

| ريال مدريد                                                                        | 4–1    | غلطة سراي |
| --------------------------------------------------------------------------------- | ------ | --------- |
| Cedrés 15' · فرنسيسكو رودريغيز (لاعب كرة قدم) 25' · خافيير مونيوز 30' · Cerro 54' | Report | Ergün 79' |

| غلطة سراي | 0–5    | Juventus                                                             |
| --------- | ------ | -------------------------------------------------------------------- |
|           | Report | الحسن سوماه 15' · يونس بن مرزوق 64'، 76'، 78' · أناستاسيوس دونيس 72' |

| Copenhagen                                         | 3–2    | ريال مدريد                  |
| -------------------------------------------------- | ------ | --------------------------- |
| Felfel 17' · Wohlgemuth 69' (ركلة.) · Mathisen 72' | Report | Felipe Sáez 42' · Legaz 59' |

### المجموعة ج
| م | الفريق                    | لعب | ف | ت | خ | أ.له | أ.ع | أ.ف | نقاط | التأهل                        |
| - | ------------------------- | --- | - | - | - | ---- | --- | --- | ---- | ----------------------------- |
| 1 | نادي بنفيكا للشباب        | 6   | 4 | 2 | 0 | 15   | 5   | +10 | 14   | Advance to مرحلة خروج المغلوب |
| 2 | أكاديمية باريس سان جيرمان | 6   | 1 | 4 | 1 | 5    | 7   | −2  | 7    | Advance to مرحلة خروج المغلوب |
| 3 | نادي أندرلخت              | 6   | 1 | 2 | 3 | 8    | 13  | −5  | 5    |                               |
| 4 | نادي أولمبياكوس           | 6   | 0 | 4 | 2 | 3    | 6   | −3  | 4    |                               |

| نادي بنفيكا للشباب                            | 3–0    | نادي أندرلخت |
| --------------------------------------------- | ------ | ------------ |
| روشينها 45+1' · نونو سانتوس 60' · Gomes 90+3' | Report |              |

| نادي أولمبياكوس | 0–0    | أكاديمية باريس سان جيرمان |
| --------------- | ------ | ------------------------- |
|                 | Report |                           |

| أكاديمية باريس سان جيرمان | 1–4    | نادي بنفيكا للشباب                                             |
| ------------------------- | ------ | -------------------------------------------------------------- |
| جان كيفن أوغستين 57'      | Report | روشينها 41' · جواو نونيز 48' · روماريو بالدي 52' · Pereira 89' |

| نادي أندرلخت                                   | 4–2    | نادي أولمبياكوس                    |
| ---------------------------------------------- | ------ | ---------------------------------- |
| أندي كاوايا 37' · أرون ليا إسيكا 43'، 48'، 61' | Report | نيكوس فيرجوس 40' · Garefalakis 86' |

| نادي بنفيكا للشباب | 0–0    | نادي أولمبياكوس |
| ------------------ | ------ | --------------- |
|                    | Report |                 |

| نادي أندرلخت | 0–1    | أكاديمية باريس سان جيرمان |
| ------------ | ------ | ------------------------- |
|              | Report | كينغسلي كومان 20' (ركلة.) |

| أكاديمية باريس سان جيرمان | 1–1    | نادي أندرلخت    |
| ------------------------- | ------ | --------------- |
| جان كيفن أوغستين 16'      | Report | أندي كاوايا 23' |

| نادي أولمبياكوس | 0–1    | نادي بنفيكا للشباب |
| --------------- | ------ | ------------------ |
|                 | Report | غونسالو غيديس 70'  |

| أكاديمية باريس سان جيرمان     | 1–1    | نادي أولمبياكوس |
| ----------------------------- | ------ | --------------- |
| فرانك يفيس بامبوك 56' (ركلة.) | Report | Psychogyios 82' |

| نادي أندرلخت                                           | 3–6    | نادي بنفيكا للشباب                                             |
| ------------------------------------------------------ | ------ | -------------------------------------------------------------- |
| أندي كاوايا 3' · سامي بورارد ‏ 11' · أرون ليا إسيكا 78' | Report | روشينها 23'، 25'، 28' · Pereira 66' · روماريو بالدي 76'، 90+4' |

| نادي بنفيكا للشباب | 1–1    | أكاديمية باريس سان جيرمان |
| ------------------ | ------ | ------------------------- |
| غونسالو غيديس 14'  | Report | جان كيفن أوغستين 90+3'    |

| نادي أولمبياكوس | 0–0    | نادي أندرلخت |
| --------------- | ------ | ------------ |
|                 | Report |              |

### المجموعة د
| م | الفريق                | لعب | ف | ت | خ | أ.له | أ.ع | أ.ف | نقاط | التأهل                        |
| - | --------------------- | --- | - | - | - | ---- | --- | --- | ---- | ----------------------------- |
| 1 | سيسكا موسكو           | 6   | 4 | 1 | 1 | 13   | 4   | +9  | 13   | Advance to مرحلة خروج المغلوب |
| 2 | أكاديمية مانشستر سيتي | 6   | 3 | 2 | 1 | 15   | 4   | +11 | 11   | Advance to مرحلة خروج المغلوب |
| 3 | Bayern Munich         | 6   | 3 | 1 | 2 | 10   | 10  | 0   | 10   |                               |
| 4 | فيكتوريا بلزن         | 6   | 0 | 0 | 6 | 2    | 22  | −20 | 0    |                               |

| فيكتوريا بلزن  | 1–4    | أكاديمية مانشستر سيتي                                   |
| -------------- | ------ | ------------------------------------------------------- |
| Kratochvíl 51' | Report | سنان بيتيكي 10' · روني لوبيس 31'، 63' · ديفانتي كول 54' |

| Bayern Munich | 0–2    | سيسكا موسكو                    |
| ------------- | ------ | ------------------------------ |
|               | Report | Georgiyevsky 64' · Borzykh 88' |

| سيسكا موسكو                                                    | 5–0    | فيكتوريا بلزن |
| -------------------------------------------------------------- | ------ | ------------- |
| Litvinov 2'، 39' · Georgiyevsky 30'، 83' · دميتري ييفريموف 42' | Report |               |

| أكاديمية مانشستر سيتي                                                                   | 6–0    | Bayern Munich |
| --------------------------------------------------------------------------------------- | ------ | ------------- |
| جيسون ديناير 6' · روني لوبيس 13'، 21'، 64' (ركلة.) · جورج غليندون 61' · ديفانتي كول 72' | Report |               |

| سيسكا موسكو    | 1–1    | أكاديمية مانشستر سيتي |
| -------------- | ------ | --------------------- |
| Gordiyenko 80' | Report | ديفانتي كول 73'       |

| Bayern Munich                                        | 4–0    | فيكتوريا بلزن |
| ---------------------------------------------------- | ------ | ------------- |
| Markoutz 11' · Hingerl 25'، 41' · Hägler 89' (ركلة.) | Report |               |

| فيكتوريا بلزن | 1–4    | Bayern Munich                                        |
| ------------- | ------ | ---------------------------------------------------- |
| Ruml 60'      | Report | Seferings 8'، 11'، 71' · جانلوكا غاودينو 18' (ركلة.) |

| أكاديمية مانشستر سيتي | 1–2    | سيسكا موسكو                               |
| --------------------- | ------ | ----------------------------------------- |
| سيكو فوفانا 21'       | Report | ألكساندر غولوفين 66' · نيكيتا تشيرنوف 78' |

| سيسكا موسكو                 | 1–2    | Bayern Munich                     |
| --------------------------- | ------ | --------------------------------- |
| ألكساندر غولوفين 2' (ركلة.) | Report | Eberwein 56' · Hägler 79' (ركلة.) |

| أكاديمية مانشستر سيتي                       | 3–0    | فيكتوريا بلزن |
| ------------------------------------------- | ------ | ------------- |
| ديفانتي كول 22'، 25' · خوسيه انخيل بوزو 81' | Report |               |

| فيكتوريا بلزن | 0–2    | سيسكا موسكو          |
| ------------- | ------ | -------------------- |
|               | Report | Georgiyevsky 8'، 67' |

| Bayern Munich | 0–0    | أكاديمية مانشستر سيتي |
| ------------- | ------ | --------------------- |
|               | Report |                       |

### المجموعة ه
| م | الفريق                        | لعب | ف | ت | خ | أ.له | أ.ع | أ.ف | نقاط | التأهل                        |
| - | ----------------------------- | --- | - | - | - | ---- | --- | --- | ---- | ----------------------------- |
| 1 | تشيلسي تحت 23 سنة والأكاديمية | 6   | 6 | 0 | 0 | 18   | 1   | +17 | 18   | Advance to مرحلة خروج المغلوب |
| 2 | شالكه 04                      | 6   | 3 | 1 | 2 | 14   | 5   | +9  | 10   | Advance to مرحلة خروج المغلوب |
| 3 | Steaua București ‏             | 6   | 1 | 2 | 3 | 5    | 15  | −10 | 5    |                               |
| 4 | نادي بازل                     | 6   | 0 | 1 | 5 | 4    | 20  | −16 | 1    |                               |

| تشيلسي تحت 23 سنة والأكاديمية                               | 4–0    | نادي بازل |
| ----------------------------------------------------------- | ------ | --------- |
| Kadoic 20' (ه.ذ.) · جون سويفت 27' · Feruz 67' · Kiwomya 88' | Report |           |

| شالكه 04                                         | 3–0    | Steaua București ‏ |
| ------------------------------------------------ | ------ | ----------------- |
| Koseler 16' · Omerbašić 57' · ماوريس مولتهاب 79' | Report |                   |

| Steaua București ‏ | 0–4    | تشيلسي تحت 23 سنة والأكاديمية         |
| ----------------- | ------ | ------------------------------------- |
|                   | Report | جون سويفت 27'، 79' · Kiwomya 51'، 88' |

| نادي بازل | 0–5    | شالكه 04                                            |
| --------- | ------ | --------------------------------------------------- |
|           | Report | Omerbašić 11' · Pick 16'، 50' · Bodenröder 82'، 83' |

| شالكه 04 | 0–2    | تشيلسي تحت 23 سنة والأكاديمية          |
| -------- | ------ | -------------------------------------- |
|          | Report | لويس باركر 73' (ركلة.) · ناثان أكي 87' |

| Steaua București ‏ | 1–1    | نادي بازل        |
| ----------------- | ------ | ---------------- |
| Târnovan 53'      | Report | ألبيان أجيتي 38' |

| نادي بازل            | 1–3    | Steaua București ‏                            |
| -------------------- | ------ | -------------------------------------------- |
| نيفتالي مانزامبي 43' | Report | ألكساندرو ميتريتا 62' · Grădinaru 82'، 90+2' |

| تشيلسي تحت 23 سنة والأكاديمية | 1–0    | شالكه 04 |
| ----------------------------- | ------ | -------- |
| لويس باركر 17'                | Report |          |

| نادي بازل            | 1–2    | تشيلسي تحت 23 سنة والأكاديمية  |
| -------------------- | ------ | ------------------------------ |
| Kamber 90+2' (ركلة.) | Report | لويس باركر 60' · جون سويفت 63' |

| Steaua București ‏ | 1–1    | شالكه 04       |
| ----------------- | ------ | -------------- |
| Grădinaru 2'      | Report | ليروي ساني 26' |

| تشيلسي تحت 23 سنة والأكاديمية                             | 5–0    | Steaua București ‏ |
| --------------------------------------------------------- | ------ | ----------------- |
| جون سويفت 3' · Feruz 22'، 30' · Kiwomya 40' · Gnahore 60' | Report |                   |

| شالكه 04                                                          | 5–1    | نادي بازل     |
| ----------------------------------------------------------------- | ------ | ------------- |
| Koseler 7' · Pick 17'، 87' · Albrecht 56' (ه.ذ.) · Bodenröder 71' | Report | Sulejmani 32' |

### المجموعة و
| م | الفريق                         | لعب | ف | ت | خ | أ.له | أ.ع | أ.ف | نقاط | التأهل                        |
| - | ------------------------------ | --- | - | - | - | ---- | --- | --- | ---- | ----------------------------- |
| 1 | Arsenal                        | 6   | 2 | 3 | 1 | 12   | 7   | +5  | 9    | Advance to مرحلة خروج المغلوب |
| 2 | نادي نابولي                    | 6   | 3 | 0 | 3 | 8    | 9   | −1  | 9    | Advance to مرحلة خروج المغلوب |
| 3 | بوروسيا دورتموند الفئات السنية | 6   | 2 | 2 | 2 | 10   | 10  | 0   | 8    |                               |
| 4 | أولمبيك مارسيليا               | 6   | 2 | 1 | 3 | 10   | 14  | −4  | 7    |                               |

| أولمبيك مارسيليا       | 1–4    | Arsenal                                              |
| ---------------------- | ------ | ---------------------------------------------------- |
| ديان إيلييف 76' (ه.ذ.) | Report | أليكس إيووبي 7' · سيرج غنابري 55'، 61' · جاك جيب 78' |

| نادي نابولي               | 1–0    | بوروسيا دورتموند الفئات السنية |
| ------------------------- | ------ | ------------------------------ |
| جينارو توتينو 16' (ركلة.) | Report |                                |

| بوروسيا دورتموند الفئات السنية                                     | 5–2    | أولمبيك مارسيليا  |
| ------------------------------------------------------------------ | ------ | ----------------- |
| Knystock 14' · Greshake 21' · Yildiz 62'، 73' · جيريمي دودزياك 84' | Report | Guirassy 68'، 87' |

| Arsenal                                       | 4–1    | نادي نابولي |
| --------------------------------------------- | ------ | ----------- |
| كوبا أكبوم 38' (ركلة.)، 79' · Lipman 51'، 53' | Report | Rubino 67'  |

| أولمبيك مارسيليا          | 2–1    | نادي نابولي  |
| ------------------------- | ------ | ------------ |
| Dubois 82' · Guirassy 88' | Report | Palmiero 10' |

| Arsenal | 0–0    | بوروسيا دورتموند الفئات السنية |
| ------- | ------ | ------------------------------ |
|         | Report |                                |

| نادي نابولي                    | 2–0    | أولمبيك مارسيليا |
| ------------------------------ | ------ | ---------------- |
| جينارو توتينو 40'، 60' (ركلة.) | Report |                  |

| بوروسيا دورتموند الفئات السنية | 2–2    | Arsenal                |
| ------------------------------ | ------ | ---------------------- |
| Gümüştaş 42' · نيك ويبر 47'    | Report | Lipman 28' · Toral 36' |

| Arsenal                     | 1–1    | أولمبيك مارسيليا |
| --------------------------- | ------ | ---------------- |
| كريستوفر أولسون 39' (ركلة.) | Report | Kisaku 35'       |

| بوروسيا دورتموند الفئات السنية | 2–1    | نادي نابولي       |
| ------------------------------ | ------ | ----------------- |
| Kurt 75'، 78'                  | Report | جينارو توتينو 53' |

| أولمبيك مارسيليا                                         | 4–1    | بوروسيا دورتموند الفئات السنية |
| -------------------------------------------------------- | ------ | ------------------------------ |
| Porsan-Clemente 41'، 89' · ماكسيم لوبيز 43' · Kisaku 71' | Report | Benkarit 88' (ركلة.)           |

| نادي نابولي                    | 2–1    | Arsenal        |
| ------------------------------ | ------ | -------------- |
| Rubino 34' · جينارو توتينو 70' | Report | كوبا أكبوم 61' |

### المجموعة ز
| م | الفريق             | لعب | ف | ت | خ | أ.له | أ.ع | أ.ف | نقاط | التأهل                    |
| - | ------------------ | --- | - | - | - | ---- | --- | --- | ---- | ------------------------- |
| 1 | أتلتيكو مدريد      | 6   | 4 | 1 | 1 | 17   | 14  | +3  | 13   | Advance to knockout phase |
| 2 | أوستريا فيينا      | 6   | 3 | 2 | 1 | 12   | 6   | +6  | 11   | Advance to knockout phase |
| 3 | نادي بورتو للشباب  | 6   | 2 | 2 | 2 | 9    | 10  | −1  | 8    |                           |
| 4 | زينيت سانت بطرسبرغ | 6   | 0 | 1 | 5 | 9    | 17  | −8  | 1    |                           |

| أوستريا فيينا                                       | 3–0    | نادي بورتو للشباب |
| --------------------------------------------------- | ------ | ----------------- |
| Zivotic 26' · دومينيك بروكوب 37' · بيتر ميتشورل 55' | Report |                   |

| أتلتيكو مدريد                                                | 4–2    | زينيت سانت بطرسبرغ                       |
| ------------------------------------------------------------ | ------ | ---------------------------------------- |
| Martínez 23' · Jony 35' · إيفان كاليرو 43' · إيفان أليغو 69' | Report | أرتيم سيمونيان 76' (ركلة.) · Gasilin 88' |

| زينيت سانت بطرسبرغ | 0–3    | أوستريا فيينا                                     |
| ------------------ | ------ | ------------------------------------------------- |
|                    | Report | Zivotic 9' · ساشا هورفات 61' · فالنتين جروبيك 72' |

| نادي بورتو للشباب                             | 3–1    | أتلتيكو مدريد   |
| --------------------------------------------- | ------ | --------------- |
| أندريه سيلفا 8'، 42' · جواو غراسا 26' (ركلة.) | Report | إيفان أليغو 90' |

| أوستريا فيينا                                        | 3–3    | أتلتيكو مدريد                                              |
| ---------------------------------------------------- | ------ | ---------------------------------------------------------- |
| فالنتين جروبيك 8' · Koglbauer 23' · بيتر ميتشورل 25' | Report | سيرجي غونزاليس 12' · Widni 69' (ه.ذ.) · روبرتو نونيز 90+1' |

| نادي بورتو للشباب                 | 2–2    | زينيت سانت بطرسبرغ                     |
| --------------------------------- | ------ | -------------------------------------- |
| رافا سواريس 9' · أندريه سيلفا 38' | Report | بيفل أوسيبوف 68' · إليا كوبيشكين 90+5' |

| زينيت سانت بطرسبرغ | 1–2    | نادي بورتو للشباب                  |
| ------------------ | ------ | ---------------------------------- |
| Rebenko 30'        | Report | رافا سواريس 47' · أندريه سيلفا 64' |

| أتلتيكو مدريد             | 2–1    | أوستريا فيينا     |
| ------------------------- | ------ | ----------------- |
| Alberto 8' · Martínez 22' | Report | فالنتين جروبيك 3' |

| زينيت سانت بطرسبرغ                                     | 3–4    | أتلتيكو مدريد                                                        |
| ------------------------------------------------------ | ------ | -------------------------------------------------------------------- |
| Troyanov 27' · أرتيم سيمونيان 36' · بافيل دولجوف 45+1' | Report | هيكتور هرنانديز ماريرو 14' · إيفان أليغو 58' · روبرتو نونيز 85'، 88' |

| نادي بورتو للشباب | 0–0    | أوستريا فيينا |
| ----------------- | ------ | ------------- |
|                   | Report |               |

| أوستريا فيينا                  | 2–1    | زينيت سانت بطرسبرغ |
| ------------------------------ | ------ | ------------------ |
| بيتر ميتشورل 17' · Zivotic 70' | Report | بافيل دولجوف 12'   |

| أتلتيكو مدريد                                     | 3–2    | نادي بورتو للشباب                   |
| ------------------------------------------------- | ------ | ----------------------------------- |
| هيكتور هرنانديز ماريرو 55'، 69' · إيفان أليغو 80' | Report | جواو غراسا 15' · ديوغو فيرداسكا 72' |

### المجموعة ك
| م | الفريق                 | لعب | ف | ت | خ | أ.له | أ.ع | أ.ف | نقاط | التأهل                    |
| - | ---------------------- | --- | - | - | - | ---- | --- | --- | ---- | ------------------------- |
| 1 | نادي برشلونة للشباب    | 6   | 5 | 1 | 0 | 20   | 5   | +15 | 16   | Advance to knockout phase |
| 2 | إيه سي ميلان بريميفيرا | 5   | 2 | 2 | 1 | 10   | 11  | −1  | 8    | Advance to knockout phase |
| 3 | Celtic                 | 6   | 1 | 1 | 4 | 8    | 12  | −4  | 4    |                           |
| 4 | أكاديمية أياكس للشباب  | 5   | 1 | 0 | 4 | 6    | 16  | −10 | 3    |                           |

| نادي برشلونة للشباب                                       | 4–1    | أكاديمية أياكس للشباب |
| --------------------------------------------------------- | ------ | --------------------- |
| تشافي كينتيلا 45+3' · منير الحدادي 53'، 74' · Ebwelle 84' | Report | إيلتون أكولتاس 19'    |

| إيه سي ميلان بريميفيرا                            | 3–1    | Celtic                         |
| ------------------------------------------------- | ------ | ------------------------------ |
| ماركو بيناتو 7'، 50' (ركلة.) · كريزتيان تاماس 75' | Report | جيمي ليندسي (لاعب كرة قدم) 43' |

| Celtic        | 1–2    | نادي برشلونة للشباب       |
| ------------- | ------ | ------------------------- |
| Johnstone 52' | Report | أنطونيو سانابريا 14'، 83' |

| أكاديمية أياكس للشباب                | 2–3    | إيه سي ميلان بريميفيرا                   |
| ------------------------------------ | ------ | ---------------------------------------- |
| Vissers 7' · برانكو فان دن بومان 84' | Report | Mastalli 52' · Iotti 62' · Rondanini 86' |

| إيه سي ميلان بريميفيرا             | 2–6    | نادي برشلونة للشباب                                                                  |
| ---------------------------------- | ------ | ------------------------------------------------------------------------------------ |
| Barišič 16' · برايان كريستانتي 47' | Report | منير الحدادي 20'، 77' · أنطونيو سانابريا 22'، 72' · Ekpolo 45+1' · ماكسي رولون 90+1' |

| Celtic                                                                                   | 4–1    | أكاديمية أياكس للشباب     |
| ---------------------------------------------------------------------------------------- | ------ | ------------------------- |
| جو تومسون 32' · جيمي ليندسي (لاعب كرة قدم) 35' · ليام هندرسون 43' · لويس كيد 66' (ركلة.) | Report | ستوارت فاندلاي 50' (ه.ذ.) |

| أكاديمية أياكس للشباب | 2–1    | Celtic        |
| --------------------- | ------ | ------------- |
| أنور الغازي 60'، 88'  | Report | جو تومسون 29' |

| نادي برشلونة للشباب | 1–1    | إيه سي ميلان بريميفيرا |
| ------------------- | ------ | ---------------------- |
| Ekpolo 79'          | Report | برايان كريستانتي 17'   |

| Celtic             | 1–1    | إيه سي ميلان بريميفيرا |
| ------------------ | ------ | ---------------------- |
| كونور ماكمانوس 51' | Report | ماركو بيناتو 88'       |

| أكاديمية أياكس للشباب | 0–4    | نادي برشلونة للشباب                                                        |
| --------------------- | ------ | -------------------------------------------------------------------------- |
|                       | Report | محمد الورياشي 2' · ليونيل إنغويني 26' · منير الحدادي 70' · ماكسي رولون 83' |

| نادي برشلونة للشباب                               | 3–0    | Celtic |
| ------------------------------------------------- | ------ | ------ |
| Ekpolo 55' · Àlex 77' · محمد الورياشي 87' (ركلة.) | Report |        |

| إيه سي ميلان بريميفيرا | ألغيت  | أكاديمية أياكس للشباب |
| ---------------------- | ------ | --------------------- |
|                        | Report |                       |

ألغيت المباراة بسبب رفض لاعبي أياكس نزول الملعب، معتبرين أن حالة الملعب غير كافية لضمان سلامة اللاعبين. لم تكن المباراة ذات صلة بالتأهل إلى مرحلة خروج المغلوب.

## مرحلة خروج المغلوب
في مرحلة خروج المغلوب، لعبت الفرق ضد بعضها البعض في مباراة واحدة. إذا كانت النتائج متساوية بعد انتهاء الوقت الكامل، يتم حسم المباراة بركلات الترجيح (لا يوجد وقت إضافي ). وكانت آلية القرعة لكل جولة على النحو التالي:

### دور 16
أقيمت مباريات دور الـ16 أيام 18 و25 و26 فبراير 2014.
| نادي برشلونة للشباب                                          | 4–1    | Copenhagen  |
| ------------------------------------------------------------ | ------ | ----------- |
| منير الحدادي 26'، 88' · ماكسي رولون 37' · Ekpolo 77' (ركلة.) | Report | Nielsen 16' |

| تشيلسي تحت 23 سنة والأكاديمية                       | 4–1    | إيه سي ميلان بريميفيرا |
| --------------------------------------------------- | ------ | ---------------------- |
| لويس باركر 44'، 74' · جيريمي بوجا 53' · Kiwomya 78' | Report | أندريا بيتانيا 81'     |

| Real Sociedad    | 1–2    | شالكه 04                            |
| ---------------- | ------ | ----------------------------------- |
| لوكا سانيالي 54' | Report | مايلز مولر 64' · ماوريس مولتهاب 74' |

| Arsenal                                                   | 3–1    | شاختار دونيتسك     |
| --------------------------------------------------------- | ------ | ------------------ |
| Toral 24' · كريستوفر أولسون 71' (ركلة.) · سيرج غنابري 73' | Report | أندري بورياشوك 44' |

| سيسكا موسكو         | 1–2    | أكاديمية باريس سان جيرمان         |
| ------------------- | ------ | --------------------------------- |
| دميتري ييفريموف 49' | Report | هيرفان أونغيندا 19' · Hervé 45+1' |

| نادي بنفيكا للشباب                                                                              | 4–1    | أوستريا فيينا    |
| ----------------------------------------------------------------------------------------------- | ------ | ---------------- |
| ريكاردو كارفاليو (لاعب كرة قدم) 52' · روماريو بالدي 70' · نونو سانتوس 79' · غونسالو غيديس 90+2' | Report | ماركو كفاسينا 9' |

| ريال مدريد                            | 2–1    | نادي نابولي        |
| ------------------------------------- | ------ | ------------------ |
| خافيير مونيوز 15' · أليكس فيباس 90+5' | Report | إيغور واشيتسكي 71' |

| أتلتيكو مدريد | 0–1    | أكاديمية مانشستر سيتي |
| ------------- | ------ | --------------------- |
|               | Report | ديفانتي كول 25'       |

### ربع النهائي
أقيمت مباريات ربع النهائي أيام 11 و16 و18 مارس 2014.
| أكاديمية باريس سان جيرمان | 0–1    | ريال مدريد              |
| ------------------------- | ------ | ----------------------- |
|                           | Report | خايمي سانشيز مونيوث 72' |

| تشيلسي تحت 23 سنة والأكاديمية | 1–3    | شالكه 04                                                           |
| ----------------------------- | ------ | ------------------------------------------------------------------ |
| جون سويفت 65'                 | Report | سيباستيان ستراك هيدلوند 6' (ركلة.) · ماوريس مولتهاب 44' · Pick 78' |

| نادي برشلونة للشباب                                                                 | 4–2    | Arsenal                          |
| ----------------------------------------------------------------------------------- | ------ | -------------------------------- |
| منير الحدادي 31' · أداما تراوري (لاعب كرة قدم إسباني) 50'، 90' · ويلفريد كابتوم 88' | Report | سيرج غنابري 42' · كوبا أكبوم 83' |

| أكاديمية مانشستر سيتي | 1–2    | نادي بنفيكا للشباب              |
| --------------------- | ------ | ------------------------------- |
| سيكو فوفانا 12'       | Report | غونسالو غيديس 74' · إستريلا 82' |

### نصف النهائي
أقيمت مباريات الدور نصف النهائي في 11 أبريل 2014 على ملعب كولوفري في نيونـ سويسرا.
| ريال مدريد | 0–4    | نادي بنفيكا للشباب                                              |
| ---------- | ------ | --------------------------------------------------------------- |
|            | Report | Pereira 9' · نونو سانتوس 15' (ركلة.)، 17' · روشينها 56' (ركلة.) |

| شالكه 04 | 0–1    | نادي برشلونة للشباب |
| -------- | ------ | ------------------- |
|          | Report | منير الحدادي 72'    |

### النهائي
أقيمت المباراة النهائية يوم 14 أبريل 2014 على ملعب كولوفري في نيون، سويسرا.
| نادي بنفيكا للشباب | 0–3    | نادي برشلونة للشباب              |
| ------------------ | ------ | -------------------------------- |
|                    | Report | Tarín 9' · منير الحدادي 33'، 88' |

## الإحصائيات
| الرتبة | اللاعب                                 | الفريق                        | أهداف | دقائق اللعب |
| ------ | -------------------------------------- | ----------------------------- | ----- | ----------- |
| 1      | منير الحدادي                           | نادي برشلونة للشباب           | 11    | 704         |
| 2      | ديفانتي كول                            | أكاديمية مانشستر سيتي         | 6     | 578         |
| 2      | جون سويفت                              | تشيلسي تحت 23 سنة والأكاديمية | 6     | 630         |
| 2      | روشينها                                | نادي بنفيكا للشباب            | 6     | 732         |
| 5      | Florian Pick                           | شالكه 04                      | 5     | 503         |
| 5      | جينارو توتينو                          | نادي نابولي                   | 5     | 520         |
| 5      | خوان نارفيز                            | ريال مدريد                    | 5     | 523         |
| 5      | روني لوبيس                             | أكاديمية مانشستر سيتي         | 5     | 530         |
| 5      | جيمس ويلسون (لاعب كرة قدم مواليد 1995) | أكاديمية مانشستر يونايتد      | 5     | 540         |
| 5      | Svyatoslav Georgievskiy                | سيسكا موسكو                   | 5     | 553         |
| 5      | Alex Kiwomya                           | تشيلسي تحت 23 سنة والأكاديمية | 5     | 695         |
| 5      | لويس باركر                             | تشيلسي تحت 23 سنة والأكاديمية | 5     | 720         |

| الرتبة | اللاعب         | الفريق              | التمريرة الحاسمة | دقائق اللعب |
| ------ | -------------- | ------------------- | ---------------- | ----------- |
| 1      | منير الحدادي   | نادي برشلونة للشباب | 5                | 704         |
| 1      | روشينها        | نادي بنفيكا للشباب  | 5                | 732         |
| 3      | ليونيل إنغويني | نادي برشلونة للشباب | 4                | 826         |